# Teram Kangri
O Teram Kangri é o maciço montanhoso mais alto da cordilheira de Siachen Muztagh (parte do Caracórum oriental, que por sua vez faz parte dos Himalaias), situada na fronteira de facto entre a China e a Índia. A montanha mais alta do maciço e da cordilheira é o Teram Kangri I, cujo cume se ergue a 7 462 metros de altitude, o que faz dele o 56.º cume mais alto do mundo.
O Teram Kangri I situa-se nos limites do glaciar de Siachen, no norte do Ladaque, e dos territórios controlados pela China e pela Índia, perto da linha de controlo entre a Índia e o Paquistão. O lado nordeste da montanha fica em território controlado pela China (vale de Shaksgam, entregue pelo Paquistão à China em 1963 e reclamado pela Índia). O lado sudoeste encontra-se em território controlado pela Índia mas reclamado pelo Paquistão.
| Principais cumes do Teram Kangri | Principais cumes do Teram Kangri | Principais cumes do Teram Kangri | Principais cumes do Teram Kangri | Principais cumes do Teram Kangri |
| Cume | Altitude (m)                     | Proemi- nência (m)               | Cume-pai                         | Coordenadas                      |
| --- | -------------------------------- | -------------------------------- | -------------------------------- | -------------------------------- |
| Teram Kangri I | 7 462 \|                         | 1 702                            | Saltoro Kangri II                | 35° 35' N 77° 5' E               |
| Teram Kangri II | 7 407 \|                         | 167                              | Teram Kangri I                   | 35° 34' N 77° 5' E               |
| Teram Kangri III | 7 382 \|                         | 500                              | Teram Kangri I                   | 35° N 77° E                      |
| Teram Kangri IV [♦] | 6 986 \|                         | 335                              | ?                                | 35° 33' 21" N 77° 7' 42" E       |
| [♦] ^ Segundo outras fontes, a altitude do Teram Kangri VI é 7 300 m. Esta montanha situa-se no interior do território chinês, ao contrário dos restantes, que se encontram na linha de fronteira com o território controlado pela Índia. |                                  |                                  |                                  |                                  |

O Teram Kangri I foi escalado pela primeira vez em 10 de agosto de 1975 por uma expedição japonesa liderada por H. Katayama, que obteve permissão do governo paquistanês e fez uma longa aproximação pelo passo de Saltoro (Bilafond La). Os alpinistas escalaram a escarpa sudoeste do Teram Kangri II e depois tomaram a escarpa oriental para chegar ao cimo. O Teram Kangri II foi escalado em 12 e 13 de agosto do mesmo ano por seis alpinistas japoneses. O Teram Kangri II foi escalado em 1978 por uma expedição do Exército Indiano liderada pelo coronel Narendra Kumar, numa ação para reclamar a posse da área do glaciar de Siachen. O Teram Kangri III (7 382 m), o 73.º cume mais alto do mundo, foi escalado pela primeira vez em 1979 por uma expedição japonesa liderada por H. Hanada. À semelhança da primeira escalada do Teram Kangri I, usaram a rota do passo de Saltoro. Não há registo de qualquer ascensão do Teram Kangri VI.